# Günther Seiffert
Günther Seiffert (ur. 18 października 1937 w Oldenburgu, zm. 11 listopada 2020) – były niemiecki kierowca wyścigowy.
Wziął udział w Grand Prix Niemiec Formuły 1 1962, ale nie zakwalifikował się do tego wyścigu. Ponadto wystartował w 12 Grand Prix Formuły 1 niewliczanych do cyklu Mistrzostw Świata, a jego najlepszą pozycją było siódme miejsce w Grand Prix Austrii 1963. Obecnie jest sprzedawcą klasycznych samochodów.

## Wyniki w Formule 1
| Legenda oznaczeń w tabelach wyników Wyświetl szablon na nowej stronie | Legenda oznaczeń w tabelach wyników Wyświetl szablon na nowej stronie                                                                     |
| Oznaczenie                                                            | Wyjaśnienie |
| --------------------------------------------------------------------- | --- |
| Złoty                                                                 | Zwycięzca lub mistrzostwo |
| Srebrny                                                               | 2. miejsce lub wicemistrzostwo |
| Brązowy                                                               | 3. miejsce lub II wicemistrzostwo |
| Zielony                                                               | Ukończył, punktował (w klasyfikacji generalnej, gdy zdobył co najmniej jeden punkt na przestrzeni sezonu, poza trzema powyższymi opcjami) |
| Niebieski                                                             | Ukończył, nie punktował (w klasyfikacji generalnej, gdy nie zdobył co najmniej jednego punktu na przestrzeni sezonu)                      |
| Czerwony                                                              | Nie zakwalifikował się (NZ) |
| Czerwony                                                              | Nie prekwalifikował się (NPK) |
| Różowy                                                                | Nie ukończył (NU) |
| Różowy                                                                | Niesklasyfikowany (NS) (w klasyfikacji generalnej, gdy nie został sklasyfikowany w żadnym wyścigu sezonu)                                 |
| Czarny                                                                | Zdyskwalifikowany (DK) |
| Czarny                                                                | Wykluczony (WYK/EX) |
| Biały                                                                 | Nie wystartował (NW) |
| Biały                                                                 | Kontuzjowany (K/INJ) |
| Biały                                                                 | Wyścig odwołany (OD/C) |
| Bez koloru                                                            | Został wycofany (WYC/WD) |
| Bez koloru                                                            | Nie przybył (NP/DNA) |
| Bez koloru                                                            | Nie brał udziału w treningach (NT/DNP) |
| Bez koloru                                                            | Nie został zgłoszony (–) |
| Pogrubienie                                                           | Start z pole position |
| Kursywa                                                               | Najszybsze okrążenie wyścigu |
| †                                                                     | Nie ukończył, ale jego rezultat został zaliczony ze względu na przejechanie więcej niż 90% dystansu wyścigu.                              |
| *                                                                     | Sezon w trakcie |
| 1/2/3                                                                 | Punktowana pozycja w sprincie kwalifikacyjnym                                                                                             |
| Lista systemów punktacji Formuły 1                                    | |

| Rok  | Zespół                         | Samochód | Silnik | 1   | 2   | 3   | 4   | 5   | 6      | 7      | 8   | 9   | 10  | Pkt. | Msc. |
| ---- | ------------------------------ | -------- | ------ | --- | --- | --- | --- | --- | ------ | ------ | --- | --- | --- | ---- | ---- |
| 1962 | Autosport Team Wolfgang Seidel | Lotus 24 | BRM V8 | NLD | MCO | BEL | FRA | GBR | DEU NZ | ITA    | USA | ZAF |     | 0    | NS   |
| 1963 | Rhine-Ruhr Racing Team         | Lotus 24 | BRM V8 | MCO | BEL | NLD | FRA | GBR | DEU    | ITA NW | USA | MEX | ZAF | 0    | NS   |